# Theodor August Stein
Theodor August Stein (* 18. Juli 1802 in Plock, Südpreußen; † 12. November 1876 in Berlin) war ein deutscher Architekt und preußischer Baubeamter.

## Leben
Stein wuchs im von 1793 bis 1807 preußischen Plock als Sohn eines Postbeamten auf. Er lernte zunächst Gerichtsschreiber. Nachdem er 1825 die Feldmesserprüfung bestanden hatte, begann er sein Studium in Berlin, wo er 1829 sein Examen als Bauconducteur für den Land- und Wasserbau bestand. Unter Karl Friedrich Schinkel war er an Umbauarbeiten am Gymnasium zum Grauen Kloster in Berlin beteiligt. 1830 nahm er seine Tätigkeit bei den preußischen Bezirksregierungen in Potsdam und Gumbinnen auf. Seit 1837 war er Bauinspektor in Danzig, und ab 1842 wurde er in die Ministerial-Baukommission in Berlin berufen. Mit Ludwig Persius war er beim Bau des Central-Diakonissenhauses Bethanien in der Berliner Luisenstadt beteiligt und leitete nach Persius’ Tod den Bau des Hauses. Seit 1849 wirkte er als Regierungs- und Baurat in Aachen, wo er unter anderem am Bau mehrerer Kirchen beteiligt war.
Mitte der 1850er Jahre wandte sich Stein dem Eisenbahnbau zu. 1856 wurde er Vorsitzender der Königlichen Kommission für den Bau der Kreuz-Küstrin-Frankfurter-Eisenbahn. Er war unter anderem an den Entwürfen für mehrere Brücken der Strecke beteiligt. Nach der erfolgreichen Fertigstellung des Projekts wurde Stein zum Geheimen Regierungsrat ernannt. In der Folge arbeitete er bei der Berlin-Stettiner Eisenbahngesellschaft (BStE) und leitete die Vorarbeiten für den Bau der Zweigbahn von Angermünde nach Stralsund. In der Folge wurde ihm die Leitung der Bauausführung übertragen. Er entwarf eine Reihe von Bahnhofsgebäuden an der Strecke. 1863 wurde er Technischer Direktor bei der BStE. In der Folge leitete er die Bauarbeiten weiterer Zweigstrecken der BStE, unter anderem Strasburg–Stettin (1866), Eberswalde–Wriezen (1867) und Köslin–Stolp–Danzig (1870). Von 1872 bis 1876 leitete er den Bau des neuen Stettiner Bahnhofs in Berlin. 1876 übernahm er den Vorsitz der BStE. Am 12. November des gleichen Jahres starb er in Berlin.

## Bauten
- 1845–1847: Central-Diakonissenhaus Bethanien in Berlin, Mariannenplatz in der Luisenstadt (erhalten, umgenutzt)
- 1847–1848: Kaufhaus Gerson in Berlin (nicht erhalten)
- 1850–1851: Kirche St. Johannes Baptist in Wildenrath (nicht erhalten)
- 1851–1852: Erweiterung der Kirche St. Lucia in Stolberg
- 1851–1855: evangelische Friedenskirche in Eupen
- 1858–1866: St.-Nikolaus-Kirche in Gemünd (erhalten)
- um 1863: mehrere Empfangsgebäude an der Bahnstrecke Angermünde–Stralsund
  - Bahnhof Angermünde (erhalten)
  - Bahnhof Prenzlau (verändert erhalten)
  - Bahnhof Pasewalk (verändert erhalten)
  - Bahnhof Ducherow (ruinös erhalten)
  - Bahnhof Anklam (erhalten)
  - Bahnhof Greifswald (erhalten)
- Bahnhofsgebäude an weiteren Zweigbahnen der Berlin-Stettiner Eisenbahn
  - 1866: Bahnhof Strasburg (Uckerm) (verändert erhalten)
  - 1869: Bahnhof in Stolp (nicht erhalten)
- 1865–1867: Umbau der Bahnanlagen in Stettin
- 1872–1876: Stettiner Bahnhof in Berlin, Oranienburger Vorstadt (nicht erhalten)